# Giovanni Lapentti
Giovanni Carlo Lapentti, né le 25 janvier 1983 à Guayaquil, est un joueur de tennis équatorien, professionnel entre 2002 et 2017.
Il est le frère cadet de Nicolás Lapentti, lui aussi joueur de tennis professionnel, no 6 mondial en novembre 1999 et vainqueur de cinq titres en simple sur le circuit ATP.

## Carrière
Il a joué avec l'équipe d'Équateur de Coupe Davis dans le groupe mondial en 2001 et 2010. En 2000, il remporte le match décisif des barrages face à l'Anglais Arvind Parmar en remontant un déficit de 2 sets et permet ainsi à son équipe de jouer dans le groupe mondial l'année suivante.
En 2003, il élimine Paradorn Srichaphan, 12e mondial au premier tour du tournoi de Scottsdale. En 2005, il est quart de finaliste du même tournoi et huitième de finaliste à Indianapolis.
Il a remporté 10 tournois Challenger en simple entre 2003 et 2011 ainsi que 6 en double entre 2003 et 2016.
Il met un terme à sa carrière en février 2017 à l'issue de l'Open d'Equateur où il bat le Brésilien Thiago Monteiro au premier tour, sa première victoire en simple dans un tournoi ATP depuis 2005.

## Parcours dans les tournois duGrand Chelem

### En simple
| Année | Open d'Australie | Open d'Australie | Internationaux de France | Internationaux de France | Wimbledon | Wimbledon | US Open         | US Open  |
| ----- | ---------------- | ---------------- | ------------------------ | ------------------------ | --------- | --------- | --------------- | -------- |
| 2003  | —                | —                | 1er tour (1/64)          | T. Robredo               | —         | —         | —               | —        |
| 2009  | —                | —                | —                        | —                        | —         | —         | 1er tour (1/64) | S. Greul |

N.B. : à droite du résultat se trouve le nom de l'ultime adversaire.

### En double
| Année | Open d'Australie | Open d'Australie | Internationaux de France | Internationaux de France | Wimbledon                 | Wimbledon       | US Open | US Open |
| ----- | ---------------- | ---------------- | ------------------------ | ------------------------ | ------------------------- | --------------- | ------- | ------- |
| 2003  | —                | —                | —                        | —                        | 1/8 de finale N. Lapentti | L. Paes D. Rikl | —       | —       |

N.B. : le nom du partenaire se trouve sous le résultat ; le nom des ultimes adversaires se trouve à droite.

## Parcours dans lesMasters 1000
| Année | Indian Wells     | Miami | Monte-Carlo | Rome | Hambourg | Canada | Cincinnati | Madrid | Paris |
| ----- | ---------------- | ----- | ----------- | ---- | -------- | ------ | ---------- | ------ | ----- |
| 2004  | 1er tour T. Dent | —     | —           | —    | —        | —      | —          | —      | —     |
| 2005  | 1er tour K. Kim  | —     | —           | —    | —        | —      | —          | —      | —     |
| 2006  | 1er tour M. Fish | —     | —           | —    | —        | —      | —          | —      | —     |

N.B. : sous le résultat se trouve le nom de l’ultime adversaire.